# Schottengymnasium
Le Schottengymnasium est une école privée catholique de droit public dans le premier arrondissement de Vienne. Elle se trouve dans le Schottenstift, abbaye bénédictine.

## Histoire
Il existe des preuves d'une école dans le Schottenstift dès le Moyen Âge. La première preuve documentaire d'une tel établissement remonte à 1330. Cependant, comme il est d'usage dans les écoles théologiques internes, cela n'est probablement ouvert qu'aux membres du monastère ou aux candidats à celui-ci. La situation est déjà différente en 1446. L'école des Écossais est mentionnée comme l'une des quatre écoles dans le règlement scolaire viennois de cette année-là. Le sujet d'instruction ici était le trivium.
Le jour de la fête des princes de Vienne (de) en 1515, des étudiants du Schottenstift interprètent une pièce d'hommage du futur abbé Benedictus Chelidonius. Plus tard dans le XVIe siècle, Wolfgang Schmeltzl (de) et Johann Rasch (de) notamment sont maîtres d'école.
En 1719, l'abbé Karl Fetzer fonde un gymnasium où les étudiants laïcs étaient autorisés à suivre des cours de philosophie. La fréquentation de cette école en tant qu'élève externe n'était possible que pour les enfants issus de milieux aristocratiques ou de haut rang. Cette école de grammaire a été dissoute à nouveau en 1741.
Comme les trois gymnasiums précédents de Vienne (Akademisches Gymnasium, Piaristengymnasium, Annaeum) sont complètement surchargés, en particulier dans les classes inférieures, le gouvernement provincial viennois demande à l'abbé Benno Pointner (de) de créer un autre gymnasium en 1804. En raison d'un manque de ressources, Pointner se déclare d'abord incapable de le faire. Le 16 janvier 1806, l'empereur François Ier publie un décret impérial ordonnant la construction d'un nouveau gymnasium et en même temps le transfert de l'Annaeum, qui avait été fondé près de l'église Sainte-Anne en 1775, vers le nouvel emplacement du Schottengymnasium. L'année suivante, le 4 novembre 1807, le nouveau Schottengymnasium ouvre avec l'abbé Andreas Wenzel.
Le nouveau gymnasium est fréquenté par des enfants de la noblesse ainsi que de la bourgeoisie viennoise. Surtout les enfants de la haute aristocratie sont souvent des étudiants externes.
En 1809, le gymnasium doit fermer pendant une courte période en raison de l'occupation de Vienne par les Français. En 1819, pour la première fois, les moines enseignants du Schottenstift sont obligés de passer un examen d'enseignement. En 1825, avec un total de 495 élèves, le gymnasium a un record absolu d'élèves.
À la suite de la révolution de mars 1848 et de la restructuration du système d'enseignement qui en résulte, le gymnasium compte huit classes à partir de 1849. Les cours sont désormais dirigés par des professeurs de matières. En 1850, la maturité est délivré au Schottengymnasium pour la première fois. Dans la seconde moitié du XIXe siècle, les locaux de l'école sont considérablement agrandis et reliés au bâtiment actuel du monastère.
Après l'Anschluss, le Schottengymnasium est fermé par les nazis en tant qu'école confessionnelle à l'automne 1938. Les élèves sont transférés dans d'autres gymnasiums. De 1938 à 1945, les locaux de l'école sont utilisés par les professeurs du Gymnasium Wasagasse (de).
Le Schottengymnasium ouvre en 1945, de sorte qu'en 1953, les premiers élèves peuvent à nouveau obtenir leur diplôme. L'Association des anciens élèves est constituée dès 1947.
En 1967, le gymnasium, jusque-là purement humaniste, se voit doter d'une branche de langue moderne. Toujours en 1967, le futur abbé Heinrich Ferenczy fonde le Centre catholique de la jeunesse ; bien que non dépendant de l'école, elle est en lien étroit avec elle. En 1970, il y a à nouveau deux premières classes pour la première fois.
De 1989 à 2004, Friedrich Wally, le directeur du gymnasium, n'est pas membre de la Convention écossaise pour la première fois. Les deux successeurs de Wally, Johannes Jung (2004-2009) et Christoph Merth (2009-2016), sont à nouveau des moines bénédictins du monastère.
En 2004, la mixité des sexes est introduite. Le Schottengymnasium de Vienne était la dernière école réservée aux garçons, bien que quelques filles (principalement en tant qu'élèves externes) fussent admises à l'école, en particulier dans l'entre-deux-guerres.
Bien que le Schottengymnasium soit une école privée catholique, les membres d'autres confessions (premier en 1810) et religions (premier élève juif en 1817) y sont acceptés presque dès le début. En 1878, le gymnasium compte plus de 70 étudiants juifs. Après Vatican II, le nombre d'étudiants d'autres confessions et religions augmente de nouveau dans l'esprit d'ouverture catholique.

## Élèves

### Politiques
- Anton von Doblhoff-Dier (1800–1872), ministre-président autrichien
- Lajos Batthyány (1807–1849), premier ministre-président hongrois
- Theobald von Rizy (1807–1882), juriste, membre de la Chambre des nobles
- Othmar Helferstorfer (1810–1880), abbé, Landmarschall de Basse-Autriche
- Josef von Bauer (1817–1886), député bas-autrichien
- Alexander Julius Schindler (1818–1885)
- Eduard Herbst (1820–1892), Ministre de la Justice de la Cisleithanie
- Felix Pino von Friedenthal (1825–1906), ministre du commerce de la Cisleithanie
- Franz Coronini-Cronberg (1833–1901), Président de la Chambre des représentants autrichienne
- Julius Glaser (1831–1885), ministre de la justice  de la Cisleithanie
- Heinrich von Wittek (1844–1930), ministre-président de la Cisleithanie
- Aloys von Liechtenstein (1846–1920), Landmarschall de Basse-Autriche
- Hugo von Glanz-Eicha (1848–1915), ministre du commerce  de la Cisleithanie
- Guido von Call (1849–1927), diplomate, ministre du commerce  de la Cisleithanie
- Engelbert Pernerstorfer (1850–1918), vice-président de la Chambre des représentants autrichienne
- Eugen Böhm von Bawerk (1851–1914), ministre des Finances de la Cisleithanie
- Alfred III. zu Windisch-Grätz (1851–1927), ministre-président de la Cisleithanie
- Victor Adler (1852–1918), fondateur du Parti ouvrier social-démocrate autrichien
- Heinrich von Lützow (1852–1935), diplomatee
- Heinrich Lammasch (1853–1920), ministre-président de la Cisleithanie
- François Ier de Liechtenstein (1853–1938), prince régnant du Liechtenstein
- Franz Klein (1854–1926), ministre de la justice de la Cisleithanie
- Karl Beurle (1860–1919), membre du parlement de l'État de Haute-Autriche (Deutsche Volkspartei)
- Konrad zu Hohenlohe-Schillingsfürst (1863–1918), ministre-président de la Cisleithanie
- Viktor Kienböck (1873–1956), ministre des Finances autrichien
- Egon Berger-Waldenegg (1880–1960), ministre autrichien de la justice et des affaires étrangères
- Charles Ier d'Autriche (1887–1922), dernier empereur d'Autriche
- Karl Appel (1892–1967), membre du conseil national autrichien (SPÖ)
- François-Joseph II (1906–1989), prince régnant du Liechtenstein
- Max Löwenthal-Chlumecky (1908–1995), diplomatee
- Leopold Guggenberger (1918–2017), bourgmestre de Klagenfurt (ÖVP)
- Hans Tuppy (né en 1924), ministre autrichien (ÖVP)
- Manfred Mautner Markhof (1927–2008), Bundesrat (ÖVP)
- Franz Hums (1937–2015), ministre du travail autrichien (SPÖ)
- Michael Graff (1937–2008), secrétaire général de l'ÖVP
- Peter Marboe (né en 1942)
- Hans-Adam II (né en 1945), prince régnant du Liechtenstein
- Wolfgang Schüssel (né en 1945), chancelier autrichien
- Rudolf Scholten (né en 1955), ministre autrichien (SPÖ)
- Peter Launsky-Tieffenthal (né en 1957), porte-parole du gouvernement, diplomatee
- Christoph Chorherr (né en 1960), porte-parole fédéral des Verts

### Culture
- Johann Nestroy (1801–1862), acteur, dramaturge
- Eduard von Bauernfeld (1802–1890), poète
- Nikolaus Lenau (1802–1850), écrivain
- Johann Vesque von Püttlingen (1803–1883), compositeur, diplomate
- Moritz von Schwind (1804–1871), peintre
- Friedrich Halm (1806–1871), poète, dramaturge
- Anastasius Grün (1806–1876), poète
- Gustav von Franck (1807–1860), écrivain
- Alexander von Bensa (1820–1902), peintre
- Ferdinand Kürnberger (1821–1879), écrivain
- Johann Strauss II (1825–1899), compositeur
- Josef Strauss (1827–1870), compositeur
- Robert Hamerling (1830–1889), poète
- Karl Julius Ebersberg (1831–1870), écrivain
- Franz von Jauner (1831–1900), acteur
- Otto Bach (1833–1893), directeur du Mozarteum
- Ferdinand von Saar (1833–1906), écrivain
- Josef von Doblhoff-Dier (1844–1928), écrivain, diplomate
- Alfred von Berger (1853–1912), directeur du Burgtheater
- Max von Ferstel (1859–1936), architecte
- Max Kurzweil (1867–1916), peintre
- Ernst Kunwald (1868–1939), chef d'orchestre
- Maximilian Liebenwein (1869–1926), peintre
- Felix von Kraus (1870–1937), chanteur
- Luigi von Kunits (1870–1931), Violinist, compositeur
- Leopold Andrian (1875–1951), écrivain, diplomate
- Alfred Neugebauer (1888–1957), acteur
- Georg Terramare (1889–1948), dramaturge
- Paul Elbogen (1894–1987), écrivain
- Eduard Volters (1904–1972), acteur
- Erik Frey (1908–1988), acteur
- Franz Stoß (1909–1995), acteur, directeur du Burgtheater et du Theater in der Josefstadt
- Otto Ambros (1910–1979), acteur
- Ernst Haeusserman (1916–1984), metteur en scène, écrivain et producteur
- Gustaf Adolf Neumann (1924–2013), journaliste
- Ernst Jandl (1925–2000), poète
- Peter Planyavsky (né en 1947), organistr
- Friedrich Dolezal, violoniste
- Clemens Hellsberg (né en 1952), violoniste
- Herbert Föttinger (né en 1961), acteur, directeur du Theater in der Josefstadt
- Wolfram Zöttl (né en 1969), dramaturge
- Xaver Bayer (né en 1977), écrivain
- Gottlieb Wallisch (né en 1978), pianiste

### Sciences
- Anton Steinhauser père (1802–1890), cartographe et fonctionnaire
- Adalbert Nikolaus Fuchs (1814–1886), agronome, directeur du k. k. Institut polytechnique
- Albrecht Krafft (1816–1847), orientaliste
- Ernest Hauswirth (1818-1901), abbé du Schottenstift, historien
- Karl Friesach (1821–1891), astrophysicien
- Franz Ritter von Hauer (1822–1899), géologue
- Sigismund Gschwandner (1824–1896), physicien, doyen de la faculté de philosophie de l'Université de Vienne
- Hugo Mareta (1827–1913), germaniste
- Vincenz Knauer (1828–1894), philosophe
- Hugo Kremer von Auenrode (1833–1888), avocat constitutionnel, recteur de l'Université de Prague
- Rodolphe von Vivenot (1833–1870), médecin et climatologue
- Anton Mayer (1838–1924), historien
- Karl Exner (1842–1914), physicien
- Richard Godeffroy (1847–1895), chimiste
- Heinrich Obersteiner (1847–1922), neurologue
- Kurt Petschek, également Kirk Petshek (1913–1973), juriste américain
- Cölestin Wolfsgruber (1848–1924), historien de l'Église et aumônier de la cour, doyen de la Faculté catholique de théologie de l'Université de Vienne
- Anton von Frisch (1849–1917), urologue
- Hans von Chiari (1851–1916), pathologiste
- Heinrich Friedjung (1851–1920), historien, journaliste
- Ernst Fuchs (1851–1930), ophtalmologiste
- Franz von Liszt (1851–1919), expert en droit pénal et international, homme politique
- Sigmund Adler (1853–1920), historien du droit
- Friedrich Johann Karl Becke (1855–1931), minéralogiste, recteur de l'Université de Vienne
- Jakob Minor (1855–1912), érudit littéraire
- August Sauer (1855–1926), érudit littéraire
- Joseph Seemüller (1855–1920), germaniste
- Alexander Dedekind (1856–1940), égyptologue
- Julius Wagner-Jauregg (1857–1940), psychiatre, prix Nobel de physiologie ou médecine 1927
- Lothar von Frankl-Hochwart (1862–1914), neurologue
- Albert Starzer (1863–1909), historien
- Eduard Zirm (1863–1944), ophtalmologiste
- Ivo Pfaff (1864–1925), historien du droit
- Ernst Kalinka (1865–1946), philologue classique, recteur de l'Université d'Innsbruck
- Albert Hübl (1867–1931), historien
- Carl von Kraus (1868–1952), germaniste
- Michael Maria Rabenlechner (1868–1952), érudit littéraire
- Maximilian Bittner (1869–1918), orientaliste
- Karl Schawerda (1869–1945), entomologiste et médecin
- Karl Inama von Sternegg (1871–1931), généalogiste, héraldiste
- Clemens von Pirquet (1874–1929), immunologiste
- Carl Furtmüller (1880–1951), éducateur et psychologue
- Franz Exner (1881–1947), criminologue
- Karl von Frisch (1886–1982), éthologue, prix Nobel de physiologie ou médecine 1973
- Otto Forst de Battaglia (1889–1965), historien, critique littéraire
- Wilhelm Czermak (1889–1953), égyptologue, africaniste et professeur d'université
- Camillo Wiethe (1889–1949), oto-rhino-laryngologiste
- Walter Johannes Stein (1891–1957), anthroposophe, professeur Waldorf, naturopathe et écrivain
- Eugen Kolisko (1893–1939), anthroposophe, médecin et professeur Waldorf
- Franz Borkenau (1900–1957), philosophe de l'histoire, sociologue
- Paul Harteck (1902–1985), physico-chimiste, recteur de l'Université de Hambourg
- Konrad Lorenz (1903–1989), spécialiste du comportement, prix Nobel de physiologie ou médecine 1973
- Karl Heinz Rechinger (1906–1998), botaniste, directeur du Muséum d'histoire naturelle de Vienne
- Erwin Maria Auer (1907–1989), historien, directeur du Kunsthistorisches Museum de Vienne
- Peter Beck-Mannagetta (1917–1998), géologue
- Hubert Adolph (1926–2007), historien de l'art
- Michael Mitterauer (1937–2022), historien
- Günter Virt (né en 1940), théologien moral
- Hartmut Kahlert (né en 1940), physicien, recteur de l'Université de technologie de Graz
- Herbert Laszlo (1940–2009), chercheur sur le bonheur
- Georg Braulik (né en 1941), spécialiste de l'Ancien Testament
- Kurt Gschwantler (né en 1944), archéologue classique
- Wilfried Seipel (né en 1944), égyptologue, directeur du Kunsthistorisches Museum de Vienne
- Michael Weinzierl (1950–2002), historien
- Wolfgang Lutz (né en 1956), démographe
- Helmut Wohnout (né en 1964), historien, directeur des Archives nationales autrichiennes
- Georg Steinhauser (né en 1979), radioécologue

### Autres
- Alois Schlör (1805–1852), théologien catholique et membre du clergé
- Urban Loritz (1807–1881), pasteur
- Josef Stummer von Traunfels (1808–1891), ingénieur civil, architecte
- Sebastian Brunner (1814–1893), théologien, écrivain
- Anton von Petz (1819–1885), amiral
- Hermann Schubert (1826–1892), prédicateur et pasteur
- Michael Etienne (1827–1879), journaliste
- Clemens Kickh (1827–1913), aumônier de la cour
- Adolf Kern (1829–1906), pasteur
- Sigmund Mayer (1831–1920), marchand
- Franz von Raimann (1831–1899), juge et numismate
- Alexander von Dorn (1838–1919), publiciste, économiste
- Leopold Rost (1842–1913), abbé du Schottenstift
- Albert Figdor (1843–1927), banquier, collectionneur d'art
- Karl Graf Lanckoroński (1848–1933), mécène des arts
- Franz Zimmermann (1850–1935), archiviste, historien et homme politique transylvain-saxon
- Friedrich von Wieser (1851–1926), économiste national
- Wilhelm Janauschek (1859–1926), missionnaire auprès du peuple
- Ignaz Stich (1863–1926), bibliothécaire, éducateur
- Julius Meinl III (1903–1991), entrepreneur (Julius Meinl)
- Heinrich Treichl (1913–2014), directeur général de la Creditanstalt
- Arno Halusa (1911–1979), avocat, fonctionnaire et diplomate autrichien
- Otto Schönherr (1922–2015), journaliste, rédacteur en chef de l'agence de presse autrichienne
- Fritz Molden (1924–2014), journaliste, éditeur
- Gustav Harmer (né en 1934), brasseur (Ottakringer, Grieskirchner)
- Heinrich Ferenczy (1938-2018), abbé du Schottenstift et de la Stift St. Paul im Lavanttal
- Hans-Georg Possanner (1940-2006), porte-parole de la Représentation permanente de l'Autriche auprès de l'UE
- Franz Hlavac (né en 1948), journaliste économique (ORF)
- Johannes Jung (né en 1952), abbé du Schottenstift
- Andreas Treichl (né en 1952), directeur général de la Erste Bank
- Eduard Strauss (né en 1955), avocat, président du Sénat du tribunal régional supérieur de Vienne
- Christoph Herbst (né en 1960), juge constitutionnel
- Nikolaus Krasa (né en 1960), vicaire général de l'archidiocèse de Vienne
- Rudolf Mitlöhner (né en 1965), journaliste, rédacteur en chef de Furche
- Niki Zitny (né en 1973), golfeur professionnel
- George Mullen (né en 1974), historien de l'art
- Arthur Arbesser (né en 1982), créateur de mode